# Sojusz 8 Marca
Sojusz 8 Marca – sojusz libańskich partii politycznych, rywalizujących z prozachodnim Sojuszem 14 Marca. Cieszy się poparciem głównie ludności szyickiej oraz części społeczności chrześcijańskich. Wspierany jest przez Syrię i Iran.
Nazwa sojuszu wiąże się z masowymi manifestacjami, które odbyły 8 marca 2005 roku, zorganizowanymi dla wyrażenia wdzięczności syryjskim władzom za ich wkład w zakończenie wojny domowej w Libanie. Była to odpowiedź na wydarzenia związane z tzw. cedrową rewolucją. Pierwotnie w skład sojuszu wchodzili szyici z Amalu i Hezbollahu oraz nacjonaliści panarabscy (naseryści, Baas) i wielkosyryjscy (Syryjska Partia Socjal-Nacjonalistyczna), a także inne ugrupowania, m.in. Libańska Partia Komunistyczna, Ruch Marada. W lutym 2006 roku przedstawiciele szyickiego Hezbollahu i gen. Michel Aoun (jeden z przywódców chrześcijańskich) zawarli Memorandum Zrozumienia, porozumienie skierowane przeciw rządom premiera Fuada Siniory. Zarzucili rządzącej koalicji brak całościowej wizji dla kraju i prowadzenie polityki prowadzącej do kryzysu. Mimo pozostawania w opozycji, członkowie Sojuszu 8 Marca wchodzili w skład gabinetu jedności narodowej. 
W styczniu 2011 roku po rezygnacji 11 opozycyjnych ministrów, rząd premiera Sada al-Haririego rozpadł się. Miało to związek z oskarżeniami o zorganizowanie przez Hezbollah zabójstwa Rafika al-Haririego. Sojusz przy pomocy Socjalistycznej Partii Postępu doprowadził do mianowania Nadżiba Mikatiego na nowego premiera.

## Rezultaty wyborcze
W wyborach parlamentarnych w 2005 roku ugrupowania wchodzące w skład sojuszu zdobyły 56 ze 128 miejsc w libańskim Zgromadzeniu Narodowym, a w wyborach w 2009 roku – 57 mandatów, mimo zdobycia 55% głosów.

## Członkowie
- Blok Rozwoju i Oporu:
  - Hezbollah – 12 deputowanych,
  - Ruch Amal – 13 deputowanych,
  - Syryjska Partia Socjal-Nacjonalistyczna – 2 deputowanych,
  - Baas – 2 deputowanych,
  - Partia Solidarności – 1 deputowany;
- Blok Zmian i Reform:
  - Wolny Ruch Patriotyczny – 18 deputowanych,
  - El Marada –  3 deputowanych,
  - Partia Dasznak – 2 deputowanych,
  - Libańska Partia Demokratyczna – 4 deputowanych;
- Blok Ludowy;
- Libańska Partia Komunistyczna;
- Ludowa Organizacja Naserystowska;
- Arabska Partia Demokratyczna.